# Cadillac Optiq

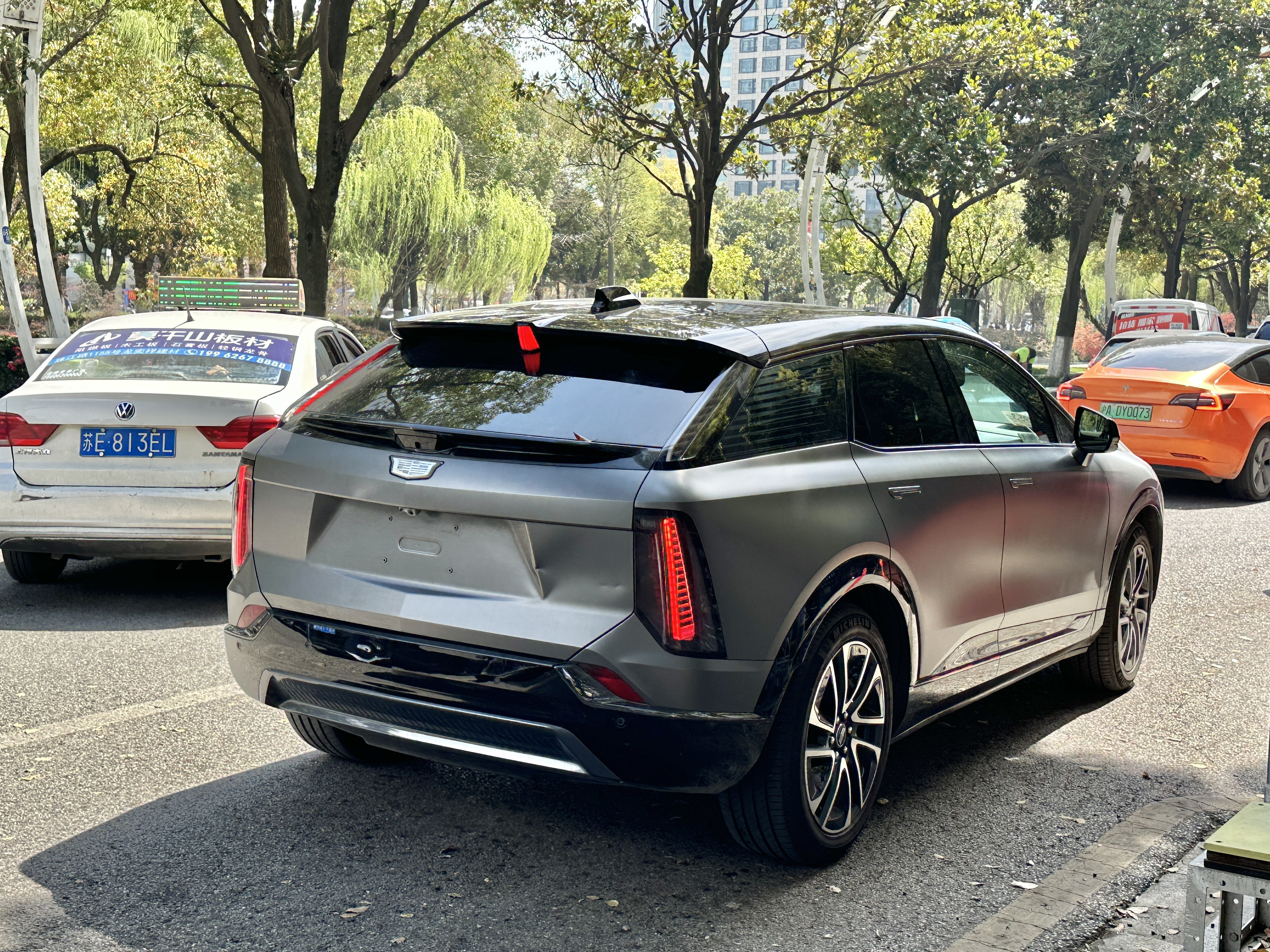
Вид сзади

Cadillac Optiq — компактный электромобиль-кроссовер, производимый компанией Cadillac с 2023 года.

## Описание
Optiq впервые был представлен летом 2023 года. Планируется, что в конце 2023 года автомобиль поступит в продажу в Китае, а в 2024 году — в Северной Америке.
По габаритам модель сопоставима с Cadillac XT5 и Tesla Model Y, а ближайший «собрат» — Buick Electra E5. Ожидается производство модели с двумя электродвигателями.
Также планируется, что Optiq в иерархии будет ниже Lyriq. Презентация планировалась в Лос-Анджелесе, однако в США материнская компания General Motors ограничилась публикацией фотографий.

## Технические характеристики
Ожидается, что Cadillac Optiq будет оснащаться электродвигателями мощностью 150—180 кВт, а платформу Ultium автомобиль разделит с Chevrolet Equinox EV. Официального подтверждения технических характеристик не имеется.